# Zayváralja
Zayváralja (1899-ig Zay-Podhrágy, szlovákul Uhrovské Podhradie) község Szlovákiában, a Trencséni kerületben, a Báni járásban.

## Fekvése
Bántól 13 km-re északkeletre fekszik.

## Története
A falu határában sűrű erdővel benőtt csúcson állnak Ugróc várának romjai. A 13. század második felében Bács trencséni ispán építtette. 1295-ben „Castrum Vgrog” néven említik először, az ugróci váruradalom központja. 1295 és 1321 között Csák Mátéé. 1297-ben „Wgroch” néven írják, 1321-től királyi vár. 1352-ben „Wgrowg” alakban található. 1389-től királyi adományként Stibor vajdáé, ezután több tulajdonosa volt, köztük a Bánffyak. 1446-ban „Vhurocz” alakban említik. A Zay család 1560-ban szerezte meg. A harcokban szerepet nem játszott, nem újították meg, szerepét a zayugróci várkastély vette át.
A falut 1481-ben „Podhradye” alakban említik először. 1483-ban „Podhrade”, 1598-ban „Podhrady Nowa” alakban említik. Az ugróci váruradalomhoz tartozott, ezért története is szorosan kötődött a várhoz. A Zay család birtoka. 1598-ban a bíróén kívül 4 ház állt a faluban. A 17. és 18. században a Kollonichoké. 1720-ban 9 adózója volt. Lakói mezőgazdasággal, erdei munkákkal, állattartással, mészégetéssel, gyümölcstermesztéssel foglalkoztak, de sokan jártak el messzebb is idénymunkákra.
A 18. század végén Vályi András így ír róla: „PODHRADI. Tót falu Trentsén Vármegyében, földes Ura B. Zay Uraság.”
Fényes Elek 1851-ben kiadott geográfiai szótárában így ír a faluról: „Podhrágy, (Ugrócz), tót falu, Trencsén, most A.-Nyitra vgyében, a zai-ugróczi uradalomban: 20 kath., 82 evang. lak. A helység felett egy meredek kősziklán még most is láthatni egy meglehetős épségü régi várat, melly a gr. Zayak tulajdona. Ut. p. Nyitra-Zsámbokrét.”
A trianoni diktátumig Trencsén vármegye Báni járásához tartozott.

## Népessége
| Év:            | 1994. | 2004.    | 2014.    | 2024.  |
| -------------- | ----- | -------- | -------- | ------ |
| Emberek száma: | 66    | 46       | 40       | 43     |
| Eltérés:       |       | -30,30 % | -13,04 % | +7,5 % |

| Év:            | 2023. | 2024.   |
| -------------- | ----- | ------- |
| Emberek száma: | 42    | 43      |
| Eltérés:       |       | +2,38 % |

1910-ben 185, túlnyomórészt szlovák anyanyelvű lakosa volt.
2001-ben 55 lakosából 54 szlovák volt.
2011-ben 39 lakosából 37 szlovák volt.

## Nevezetességei
Ugróc várának romjai a 13. század első feléből, román kori kápolna és a várpalota romjaival. Átépítve a 16. század második felében. A várpalota további részei a 14. század végén és a 15. század elején épültek. Sarokbástyái 1547-ben és 1589-ben épültek. A 18. században pusztult el.

## Külső hivatkozások
- E-obce.sk Archiválva 2009. november 5-i dátummal a Wayback Machine-ben
- Községinfó
- Zayváralja Szlovákia térképén